# Mort (Disque-monde)
Pour les articles homonymes, voir Mort (homonymie).
 (août 2023).
Si vous disposez d'ouvrages ou d'articles de référence ou si vous connaissez des sites web de qualité traitant du thème abordé ici, merci de compléter l'article en donnant les références utiles à sa vérifiabilité et en les liant à la section « Notes et références ».
La Mort est le personnage de l'univers de fiction du Disque-monde de Terry Pratchett le plus récurrent apparaissant dans la quasi-totalité des romans composant les Annales du Disque Monde.
Personnalité anthropomorphique issue des croyances du Disque-monde, il a pour charge de séparer l'âme du corps des individus décédés pour éviter l'accumulation d'énergie vitale.

## Apparence
La Mort est représenté (« la Mort est un mâle, un mal nécessaire ») par un squelette de deux mètres dix de haut vêtu d'une robe tissée de noir absolu. Deux lueurs bleues flamboient dans ses orbites.
Il possède une voix caverneuse qui semble avoir la faculté de s'imprimer directement dans le cerveau sans passer par les oreilles. Remarque : la voix de la Mort (ou de son remplaçant du moment) s'écrit en petites capitales d'imprimerie.
Sa faux est son outil de travail principal bien qu'il possède également une épée à son côté gauche, dont l'usage est réservé aux grandes occasions (mort d'un roi, apocalypse, etc.).
Bien sûr, cette représentation de la Mort ne correspond pas forcément à la culture ou à la croyance des habitants du Disque. C'est pourtant de cette façon que la Mort apparaît aux yeux des défunts même si certains sont surpris de ne pas avoir affaire à un dragon géant ou des Valkyries peu vêtues. Il explique au début de Pyramides avoir essayé un temps d'adapter son apparence aux croyances des mourants, mais y avoir rapidement renoncé devant la difficulté à répondre parfaitement aux attentes.
La Mort n'apparaît pas seulement aux yeux des défunts, les mages, les sorcières, les enfants et les chats peuvent également l'apercevoir et lui parler. Il n'est invisible que parce que les gens normaux refusent de croire leurs yeux lorsqu'ils le voient. Aussi, dans les instants où sa présence est attendue, tout le monde peut le voir. La Mort aime les petits chats, comme son auteur, Terry Pratchett ayant aussi écrit un ouvrage humoristique illustré sur eux, Sacrés chats (The unadulterated cat).

## Personnalité
Contrairement à une idée fausse qu'il est facile de se faire, la Mort n'est pas le méchant de l'histoire. D'ailleurs il ne tue pas, il se contente de détacher l'âme du corps une fois les choses mortes.
Bien que comprendre le comportement d'un tel personnage soit difficile, la Mort semble fasciné par la vie et par les humains en particulier. Il est d'ailleurs considéré comme un ennemi par les Contrôleurs de la réalité.
La Mort « vit » dans un plan de réalité alternatif où le temps ne s'écoule pas et où la palette des couleurs va globalement du noir au noir (il semble avoir fait des progrès au cours de la série, en incorporant des nuances de gris, toutefois toujours très foncées).
Il s'est créé un environnement anthropomorphe : il y a construit sa maison, son champ de blé, ses abeilles...
Sa maison a été créée d'après ses observations sur le Disque-Monde, bien qu'il n'ait pas réussi à comprendre la fonction de certains objets (le tampon-encreur est taillé dans le bois du bureau et il n'a pas compris que les tuyaux de la salle de bain étaient censés être creux).

## Compagnons de la Mort

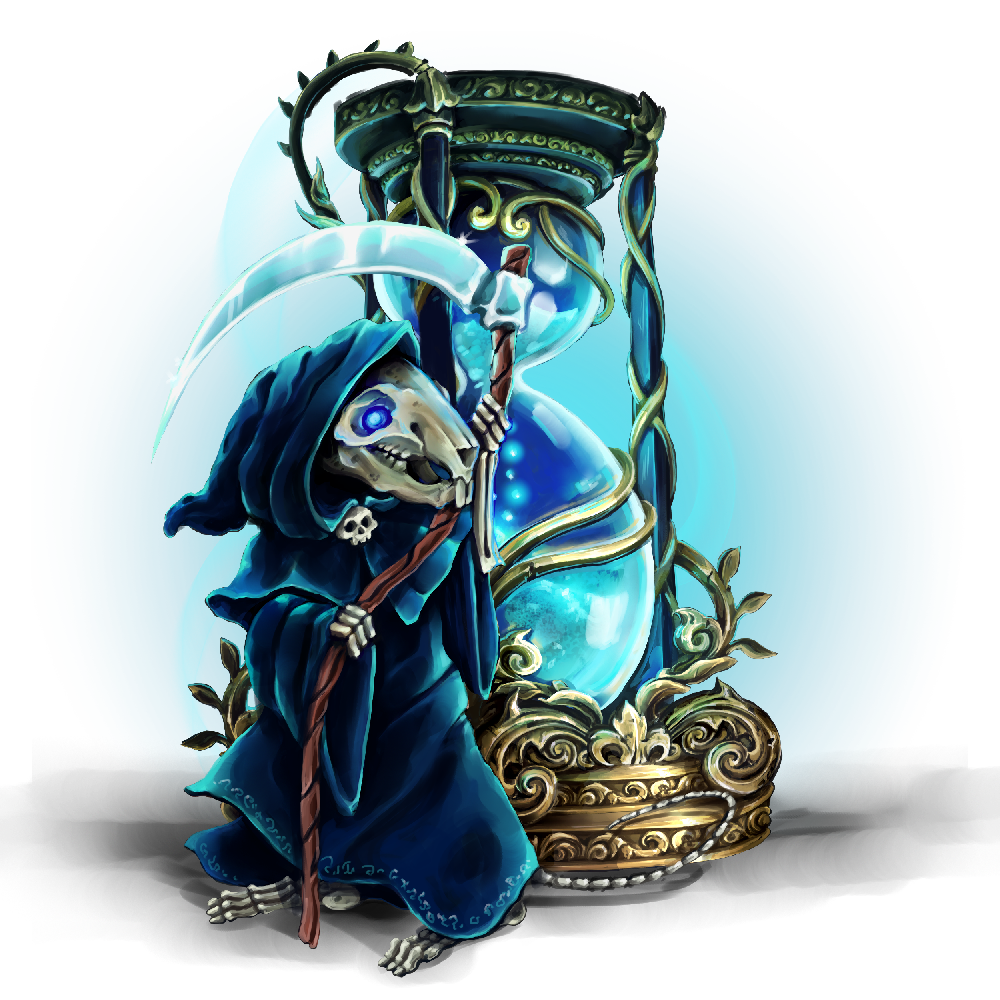
La Mort-aux-Rats, compagne de la Mort.

De nombreux personnages gravitent autour de la Mort :
- Albert (de son vrai nom Alberto Malik) est le serviteur de la Mort, il s'occupe principalement de sa maison. Il fut autrefois le fondateur de l'Université de l'Invisible et l'un des mages les plus puissants. Comme il ne lui reste que quelques jours à vivre, il a passé un marché avec la Mort afin de demeurer dans le domaine de ce dernier puisque le temps ne s'y écoule pas.
- Ysabell est la fille adoptive de la Mort. Celui-ci l'a sauvée quand elle était petite. Elle devint ensuite duchesse de Sto Helit.
- Mortimer (dit Morty) fut l'apprenti de la Mort, il devint duc de Sto Helit et épousa Ysabell dans Mortimer.
- Suzanne Sto Hélit, petite fille de la Mort c'est-à-dire la fille d'Ysabell et de Morty. Elle est le personnage principal des romans Accros du roc et Le Père Porcher.
- La Mort-Aux-Rats. Ce petit squelette de rongeur occupe le même job que la Mort mais pour les rats et assimilés (il couine en petites majuscules). Avec la Mort-Aux-Puces, ce sont les seules morts distinctes connues. Leur apparition date du roman Le Faucheur.
- Guerre, Famine et Pestilence forment avec la Mort le groupe des quatre cavaliers de l’Apocralypse, sorte d'apocalypse apocryphe. Le 5e cavalier, Ronnie (en réalité connu sous le nom de Chaos), a quitté le groupe avant qu'il ne devienne célèbre.
- Bigadin, la monture de la Mort. C'est un cheval fait de chair et de sang, car les montures osseuses et les chevaux flamboyants, bien que fortement théâtraux, ont trop d'inconvénients. La Mort aime faire son travail sérieusement, sans chichi. Le maréchal-ferrant de Bigadin est Jason Ogg, forgeron du Royaume de Lancre et fils de Nounou Ogg.
- Rincevent n'est pas réellement un compagnon de la Mort, mais fait de nombreuses rencontres avec le personnage.

## La Mort hors des Annales du Disque-monde
La Mort fait aussi une courte apparition dans Johnny et les Morts, autre livre de Terry Pratchett hors Disque-monde ainsi que dans De bons présages (coécrit avec Neil Gaiman).
L'acteur britannique Christopher Lee a prêté sa voix à La Mort dans les films d'animation tirés des romans de Terry Pratchett.
La Mort apparaît également dans la série télévisée Good Omens, l'acteur Brian Cox lui prête sa voix.